# Droga wojewódzka 425
Die Droga wojewódzka 425 (DW 425) ist eine 24 Kilometer lange Droga wojewódzka (Woiwodschaftsstraße) in der polnischen Woiwodschaft Schlesien und der Woiwodschaft Opole, die Rudy mit Bierawa verbindet. Die Strecke liegt im Powiat Raciborski und im Powiat Kędzierzyńsko-Kozielski.

## Streckenverlauf
Woiwodschaft Schlesien, Powiat Raciborski
-  Rudy (Groß Rauden) (DW 919, DW 920, DW 921)
- Ruda Kozielska (Klein Rauden)
-  Kuźnia Raciborska (Ratiborhammer) (DW 922)

Woiwodschaft Opole, Powiat Kędzierzyńsko-Kozielski
-  Dziergowice (Oderwalde) (DW 422)
- Lubieszów (Libischau)
-  Bierawa (Birawa) (DW 408)